# Loučim
Loučim település Csehországban, a Domažlicei járásban. Loučim Černíkov, Kdyně, Libkov és Chodská Lhota településekkel határos. Lakosainak száma 125 fő (2024. január 1.).

## Népesség
A település lakosságának változását az alábbi diagram mutatja:
| Lakosok száma | 419  | 334  | 304  | 185  | 143  | 127  | 127  | 127  | 123  | 125  |
|               | 1869 | 1900 | 1921 | 1961 | 1980 | 2011 | 2016 | 2019 | 2021 | 2024 |